# スタートボックス
スタートボックスは、平成22年（2010年）7月、埼玉県から特定非営利活動法人（NPO法人）演劇普及クラブ・スタートボックスとして認可を受けた演劇チームである。主に高校生を対象にした、将来の進路に関する進路劇を中心として活動している。社会貢献をコンセプトとし、主に首都圏や関東圏の高等学校や短期大学など出向いて寸劇や各種イベント又は特別講座や職業別体験学習などもしている。
2019年には横浜市立横浜総合高校にて「ノンバーバルコミュニケーション講座」や小田原市の（私立）相洋学園中学高等学校においてパックンマックンを招いて生徒や保護者を対象とした、特別講座も実施している。

## 理事組織とメンバー
- 理事長 本間 勝夫
- 理事
  - 清水 郁郎
  - 伊丹 孝利
  - 監事kqんじ
  - 小沢 みな子

### メンバー
- 清田朝美(きよたともみ)
- 青木竜二（あおきりゅうじ）
- ささきくみこ
- 佐藤友美（さとうともみ）
- 本田恵理奈(ほんだえりな)
- 松崎洋平（まつざきようへい）
- 矢田明日香(やだあすか）
- 吉田紳（よしだしん）
- 島村　和（しまむらなごみ）
- 吉川美優（よしかわみゆ）
- 古川創太（ふるかわそうた）
- 野村真一朗（のむらしんいちろう）

## 主な活動履歴
- 2010年11月 第1回埼玉県消費生活支援センター、彩の国くらしプラザまつり「消費者被害防止寸劇グランプリ」第3位
- 2011年9月 同上で準グランプリに輝く。
- 2012年3月 鴻巣市・鴻巣地区防犯協会主催（鴻巣市役所生活安全課）「還付金詐欺に気をつける」公演
- 2013年1月 埼玉県立児玉高校にて予餞会のイベント企画、公演。
- 2013年5月 学校法人清和学園（埼玉県越生市）にて50周年記念イベント寸劇公演。
- 2014年1月 専門学校TBC学院小山校にて、就職セミナーにて寸劇公演。
- 2019年6月横浜市立横浜総合高校にてノンバーバルコミュニケーション講座を実施。
- 2019年11月私立相洋学園中学高等学校にて70周年記念行事でパックンマックンの特別講座実施。